# Pacific Nations Cup 2008
Der Pacific Nations Cup 2008 war die dritte Ausgabe des Rugby-Union-Turniers Pacific Nations Cup. Beteiligt waren die Nationalmannschaften von Fidschi, Japan, Samoa und Tonga sowie letztmals das australische Auswahlteam Australien A und zum einzigen Mal die neuseeländische Auswahl New Zealand Māori. Zwischen dem 7. Juni und dem 5. Juli 2008 fanden 15 Spiele statt, wobei jede Mannschaft je einmal gegen die fünf anderen antrat. Den Titel gewannen die New Zealand Māori.

## Tabelle
|    | Team              | Spiele | Siege | Unent. | Ndlg. | Spiel- punkte | Diff. | Bonus- punkte | Tabellen- punkte |
| -- | ----------------- | ------ | ----- | ------ | ----- | ------------- | ----- | ------------- | ---------------- |
| 1. | New Zealand Māori | 5      | 5     | 0      | 0     | 134:62        | + 72  | 1             | 21               |
| 2. | Australien A      | 5      | 4     | 0      | 1     | 220:77        | + 143 | 4             | 20               |
| 3. | Samoa             | 5      | 2     | 0      | 3     | 95:117        | − 22  | 2             |                  |
| 4. | Fidschi           | 5      | 2     | 0      | 3     | 94:117        | − 23  | 2             | 10               |
| 5. | Japan             | 5      | 1     | 0      | 4     | 121:181       | − 60  | 3             | 7                |
| 6. | Tonga             | 5      | 1     | 0      | 4     | 71:181        | − 110 | 2             | 6                |

Die Punkteverteilung war wie folgt:
- 4 Punkte bei einem Sieg
- 2 Punkte bei einem Unentschieden
- 0 Punkte bei einer Niederlage (vor möglichen Bonuspunkten)
- 1 Bonuspunkt bei vier Versuchen in einem Spiel
- 1 Bonuspunkt bei einer Niederlage mit weniger als sieben Punkten Unterschied

## Ergebnisse

### Runde 1
| 7. Juni 2008 14:05 UTC+12 | Fidschi | 34 : 17        | Samoa                                                                                  | Churchill Park, Lautoka Zuschauer: 10.000 Schiedsrichter: Keith Brown (Neuseeland) |
| 7. Juni 2008 14:05 UTC+12 | Versuche: Rauluni 15. n.erh. Nagusa (2) 26. erh., 61. n.erh. T. Rawaqa 42. erh. I. Rawaqa 46. erh. Erhöhungen: T. Rawaqa (3/5) Straftritte: T. Rawaqa (1/1) | (12:0) Bericht | Versuche: Fa’afili 65. n.erh. Lemi 68. n.erh. Sititi 78. erh. Erhöhungen: Sasulu (1/3) | Churchill Park, Lautoka Zuschauer: 10.000 Schiedsrichter: Keith Brown (Neuseeland) |

| 7. Juni 2008 16:35 NZST | New Zealand Māori                                                                                 | 20 : 9        | Tonga                                    | North Harbour Stadium, Albany Zuschauer: 4.600 Schiedsrichter: Paul Marks (Australien) |
| 7. Juni 2008 16:35 NZST | Versuche: Ellison 49. erh. Weepu 72. erh. Erhöhungen: Bruce (2/2) Straftritte: Bruce (2) 26., 55. | (3:3) Bericht | Straftritte: ʻApikotoa (3) 29., 53., 63. | North Harbour Stadium, Albany Zuschauer: 4.600 Schiedsrichter: Paul Marks (Australien) |

| 8. Juni 2008 14:00 JST | Japan | 21 : 42        | Australien A | Level-5 Stadium, Fukuoka Zuschauer: 7.493 Schiedsrichter: Willie Roos (Südafrika) |
| 8. Juni 2008 14:00 JST | Versuche: Taniguchi (2) 61. n.erh., 64. erh. Erhöhungen: Arlidge (1/2) Straftritte: Arlidge (2) 42., 48. Dropgoals: Arlidge (1) 6. | (3:28) Bericht | Versuche: Turinui 13. erh. Gerrard 19. erh. Kimlin (2) 34. erh., 70. erh. Humphries 40. erh. Norton-Knight 44. erh. Erhöhungen: Gerrard (6/6) | Level-5 Stadium, Fukuoka Zuschauer: 7.493 Schiedsrichter: Willie Roos (Südafrika) |

### Runde 2
| 14. Juni 2008 15:05 UTC+12 | Fidschi                                                   | 7 : 11        | New Zealand Māori                                             | Churchill Park, Lautoka Zuschauer: 12.000 Schiedsrichter: Matt Goddard (Australien) |
| 14. Juni 2008 15:05 UTC+12 | Versuche: Naqelevuki 36. erh. Erhöhungen: T. Rawaqa (1/1) | (7:3) Bericht | Versuche: Eaton 49. n.erh. Straftritte: Ellison 12. Bruce 77. | Churchill Park, Lautoka Zuschauer: 12.000 Schiedsrichter: Matt Goddard (Australien) |

| 14. Juni 2008 15:05 UTC−11 | Samoa                                                                                       | 15 : 20        | Australien A | Apia Park, Apia Schiedsrichter: Keith Brown (Neuseeland) |
| 14. Juni 2008 15:05 UTC−11 | Versuche: Tafunai 43. n.erh. Salanoa 79. erh. Erhöhungen: Mai (1/2) Straftritte: Sasulu 33. | (3:10) Bericht | Versuche: Tahu 11. erh. Turinui 67. erh. Erhöhungen: Gerrard (1/1) Carraro (1/1) Straftritte: Gerrard 23. Carraro 74. | Apia Park, Apia Schiedsrichter: Keith Brown (Neuseeland) |

| 15. Juni 2008 14:05 JST | Japan | 35 : 13        | Tonga                                                                           | Sendai-Stadion, Sendai Zuschauer: 6.304 Schiedsrichter: Willie Roos (Südafrika) |
| 15. Juni 2008 14:05 JST | Versuche: Kikutani 46. n.erh. Onozawa 55. n.erh. Webb 59. n.erh. Robins 79. n.erh. Straftritte: Arlidge (5) 4., 26., 31., 39., 43. | (12:6) Bericht | Versuche: Filipine 50. erh. Erhöhungen: Hola (1/1) Straftritte: Hola (2) 3., 6. | Sendai-Stadion, Sendai Zuschauer: 6.304 Schiedsrichter: Willie Roos (Südafrika) |

### Runde 3
| 21. Juni 2008 16:35 NZST | New Zealand Māori                                                                          | 17 : 6         | Samoa                              | Waikato Stadium, Hamilton Schiedsrichter: Ian Smith (Australien) |
| 21. Juni 2008 16:35 NZST | Versuche: Bruce 30. erh. Weepu 40. erh. Erhöhungen: Bruce (2/2) Straftritte: Bruce (1) 13. | (17:0) Bericht | Straftritte: Williams (2) 47., 66. | Waikato Stadium, Hamilton Schiedsrichter: Ian Smith (Australien) |

| 22. Juni 2008 14:05 AEST | Australien A | 90 : 7         | Tonga                                            | North Sydney Oval, Sydney Zuschauer: 6.817 Schiedsrichter: Paul Honiss (Neuseeland) |
| 22. Juni 2008 14:05 AEST | Versuche: Ioane (2) 6. n.erh., 40. erh. Turinui 8. n.erh. Hoiles (4) 14. erh., 34. erh., 38. n.erh., 44. erh. Tahu 39. erh. Norton-Knight (2) 55. erh., 61. erh. Mitchell (2) 66. n.erh., 70. erh. Phibbs 68. erh. Turner 77. erh. Erhöhungen: Carraro (4/7) Sheehan (1/1) Norton-Knight (2/2) Turner (3/4) | (43:0) Bericht | Versuche: Maʻasi 52. erh. Erhöhungen: Lilo (1/1) | North Sydney Oval, Sydney Zuschauer: 6.817 Schiedsrichter: Paul Honiss (Neuseeland) |

| 22. Juni 2008 14:10 JST | Japan                                      | 12 : 24       | Fidschi | Nationalstadion, Tokio Zuschauer: 10.994 Schiedsrichter: Kelvin Desker (Neuseeland) |
| 22. Juni 2008 14:10 JST | Straftritte: Arlidge (4) 5., 14., 34., 54. | (9:3) Bericht | Versuche: Naqelevuki 50. erh. Rawaqa 56. erh. Goneva 78. erh. Erhöhungen: Rawaqa (3/3) Straftritte: Rawaqa 11. | Nationalstadion, Tokio Zuschauer: 10.994 Schiedsrichter: Kelvin Desker (Neuseeland) |

### Runde 4
| 28. Juni 2008 13:35 UTC+13 | Tonga                                               | 15 : 20       | Samoa                                                                                              | Teufaiva Sport Stadium, Nukuʻalofa Zuschauer: 4.000 Schiedsrichter: Ian Smith (Australien) |
| 28. Juni 2008 13:35 UTC+13 | Straftritte: Hola (3) 3., 9., 27. Lilo (2) 50., 67. | (9:7) Bericht | Versuche: Mai 34. erh. Lemi 63. erh. Erhöhungen: Williams (2/2) Straftritte: Williams (2) 74., 75. | Teufaiva Sport Stadium, Nukuʻalofa Zuschauer: 4.000 Schiedsrichter: Ian Smith (Australien) |

| 28. Juni 2008 14:35 NZST | New Zealand Māori | 65 : 22         | Japan | McLean Park, Napier Zuschauer: 4.950 Schiedsrichter: Carlo Damasco (Italien) |
| 28. Juni 2008 14:35 NZST | Versuche: Lawrence (2) 8. n.erh., 67. erh. Bruce (2) 12. erh., 76. n.erh. Ellison 34. n.erh. Gear (3) 48. erh., 55. erh., 63. erh. Sweeney 60. erh. Kawau 80.+2 n.erh. Erhöhungen: Bruce (6/10) Straftritte: Bruce 41. | (17:22) Bericht | Versuche: Robins 22. n.erh. Loamanu 27. erh. Thompson 40. erh. Erhöhungen: Arlidge (2/3) Straftritte: Arlidge 6. | McLean Park, Napier Zuschauer: 4.950 Schiedsrichter: Carlo Damasco (Italien) |

| 29. Juni 2008 14:05 AEST | Australien A | 50 : 13        | Fidschi                                                              | Ballymore Stadium, Brisbane Schiedsrichter: Jonathan White (Neuseeland) |
| 29. Juni 2008 14:05 AEST | Versuche: Ioane 2. erh. Turner (2) 27. erh., 64. n.erh. Lucas 33. erh. Mitchell 39. erh. Turinui 45. erh. Hoiles 75. erh. Erhöhungen: Halangahu (6/7) Straftritte: Halangahu (1) 23. | (31:3) Bericht | Versuche: Dewes 50. n.erh. Ratuvou 80. n.erh. Straftritte: Rawaqa 5. | Ballymore Stadium, Brisbane Schiedsrichter: Jonathan White (Neuseeland) |

### Runde 5
| 5. Juli 2008 12:10 UTC+13 | Tonga | 27 : 16        | Fidschi                                                                                  | Teufaiva Sport Stadium, Nukuʻalofa Zuschauer: 3.000 Schiedsrichter: Carlo Damasco (Italien) |
| 5. Juli 2008 12:10 UTC+13 | Versuche: Taukafa 23. erh. Kiole 63. n.erh. Langilangi 78. erh. Taione 80.+2 n.erh. Erhöhungen: Hola (1/2) ʻApikotoa (1/2) Straftritte: Lilo (1) 60. | (7:13) Bericht | Versuche: Radidi 25. erh. Erhöhungen: Rawaqa (1/1) Straftritte: Rawaqa (3) 11., 38., 71. | Teufaiva Sport Stadium, Nukuʻalofa Zuschauer: 3.000 Schiedsrichter: Carlo Damasco (Italien) |

| 5. Juli 2008 15:05 UTC−11 | Samoa | 37 : 31         | Japan | Apia Park, Apia Zuschauer: 7.000 Schiedsrichter: Steve Walsh (Neuseeland) |
| 5. Juli 2008 15:05 UTC−11 | Versuche: Sititi 4. erh. Tafunai 7. erh. Tea 42. n.erh. Tuilagi 52. erh. Jonston 77. n.erh. Erhöhungen: Williams (3/5) Straftritte: Williams (2) 32., 72. | (17:10) Bericht | Versuche: Holani 17. erh. Webb 41. erh. Onozawa 63. erh. Kikutani 75. erh. Erhöhungen: Arlidge (4/4) Straftritte: Arlidge 21. | Apia Park, Apia Zuschauer: 7.000 Schiedsrichter: Steve Walsh (Neuseeland) |

| 5. Juli 2008 14:05 AEST | Australien A                                                                                         | 18 : 21        | New Zealand Māori                                                                   | Sydney Football Stadium, Sydney Zuschauer: 8.707 Schiedsrichter: James Bolabiu (Fidschi) |
| 5. Juli 2008 14:05 AEST | Versuche: Tahu (2) 8. erh., 60. n.erh. Erhöhungen: Halangahu (1/2) Straftritte: Gerrard (2) 44., 50. | (7:14) Bericht | Versuche: Latimer 26. erh. Messam 39. erh. Waldrom 77. erh. Erhöhungen: Weepu (3/3) | Sydney Football Stadium, Sydney Zuschauer: 8.707 Schiedsrichter: James Bolabiu (Fidschi) |